# Kalcytonina
Kalcytonina (CT, z ang. calcitonin) – organiczny związek chemiczny z grupy peptydów, złożony z 32 aminokwasów, o masie cząsteczkowej 3,42 kDa; hormon zwierzęcy. U człowieka występuje w postaci monomeru lub dimeru i powstaje z polipeptydowego prohormonu o masie ok. 21 kDa. Kalcytonina łososiowa stosowana jest jako lek w chorobach związanych z zaburzeniami gospodarki wapniowo-fosforanowej.

## Budowa
Kalcytonina ludzka i łososiowa zbudowane są z 32 aminokwasów, z których jedynie 16 jest identycznych. W obu cząsteczkach Cys-1 i Cys-7 na C-końcu połączone są mostkiem dwusiarczkowym. Różnice w budowie sprawiają, że przyjmowanie kalcytoniny łososiowej wywołuje produkcję przeciwciał u znaczącej liczby pacjentów.

## Fizjologia
Kalcytonina produkowana jest głównie w komórkach C tarczycy. Obecność komórek neuroendokrynnych produkujących kalcytoninę wykrywa się też w wielu narządach, głównie w ośrodkowym układzie nerwowym, w przysadce, płucach, w przewodzie pokarmowym,
wątrobie i innych.
Wraz z innymi hormonami, parathormonem i kalcytriolem, odgrywa istotną rolę w regulacji gospodarki wapniowo-fosforanowej ustroju.
Wrażliwe na stężenie jonów wapnia w osoczu krwi receptory rozmieszczone są na komórkach C tarczycy. Wzrost stężenia jonów wapnia Ca2+ powoduje zwiększenie wydzielania kalcytoniny. Z kolei spadek stężenia jonów wapnia powoduje zmniejszenie wydzielania tego hormonu. Kalcytonina obniża stężenie wapnia i zmniejsza stężenie fosforanów w osoczu, hamując działanie osteoklastów w kościach oraz hamując reabsorpcję wapnia i fosforanów przez komórki cewek nerkowych, powodując zwiększone ich wydalanie. Oba typy komórek wyposażone są w receptory dla kalcytoniny, które należą do grupy receptorów związanych z białkami G.
Wydzielanie kalcytoniny jest pobudzane przez glukagon, kilka hormonów przewodu pokarmowego oraz wysokie stężenie jonów wapnia we krwi.

## Wskazania
Kalcytonina łososiowa jest lekiem, który jest stosowany w schorzeniach takich jak:
- choroba Pageta
- osteoporoza
- hiperkalcemia
- bóle kości spowodowane przerzutami nowotworowymi do kości
- II i III stadium zespołu Sudecka
- objawowe leczenie osteolizy spowodowanej chorobą nowotworową

## Działania niepożądane
- nudności i wymioty
- zaczerwienienie skóry
- wysypka
- drętwienie rąk
- podwyższone temperatura ciała

## Interakcje
Równoległe stosowanie kalcytoniny łososiowej z litem może prowadzić do zmniejszenia stężenia litu w osoczu.

## Preparaty
- Calcitonin Jelfa
- Miacalcic
- Miacalcic Nasal 200